# Championnat de Belgique de football 1925-1926
Navigation
Saison précédente Saison suivante
Le championnat de Belgique de football 1925-1926 est la 26e saison du championnat de première division belge. Son nom officiel est « Division d'Honneur ».
Le Royal Beerschot AC domine le championnat de bout en bout et termine largement en tête, remportant ainsi son troisième titre consécutif, le quatrième dans l'absolu. À la deuxième place, on retrouve un surprenant Royal Standard Club Liège, qui obtient ici son meilleur résultat depuis son arrivée en Division d'Honneur.
En bas de classement, trois équipes sont reléguées pour la dernière fois. Parmi elles, les deux promus de Tilleur et Verviers sont rapidement distancés. La troisième place basculante échoit au SC Anderlechtois après un second tour catastrophique.

## Clubs participants
Quatorze clubs prennent part à la compétition, autant que lors de l'édition précédente. Ceux dont le matricule est mis en gras existent toujours aujourd'hui.
| #  | Nom                                       | Mat. | Ville      | Stade                  | En D1 depuis (série) | Total en D1 | Saison précédente |
| -- | ----------------------------------------- | ---- | ---------- | ---------------------- | -------------------- | ----------- | ----------------- |
| 1  | Sporting Club Anderlechtois               | 35   | Anderlecht | Stade Émile Versé      | 1924-1925 (2e)       | 4e          | 9e                |
| 2  | Royal Antwerp Football Club               | 1    | Anvers     | Bosuilstadion          | 1901-1902 (20e)      | 25e         | 2e                |
| 3  | Royal Beerschot Athletic Club             | 13   | Anvers     | Kiel                   | 1907-1908 (14e)      | 20e         | 1er               |
| 4  | Berchem Sport                             | 28   | Berchem    | Grote Steenweg         | 1922-1923 (4e)       | 4e          | 7e                |
| 5  | Royal Cercle Sportif Brugeois             | 12   | Bruges     | Stade du CS Brugeois   | 1899-1900 (22e)      | 22e         | 4e                |
| 6  | Royal Football Club Brugeois              | 3    | Bruges     | De Klokke              | 1898-1899 (23e)      | 24e         | 11e               |
| 7  | Daring Club de Bruxelles Société Royale   | 2    | Molenbeek  | Stade du Daring        | 1903-1904 (18e)      | 18e         | 6e                |
| 8  | Association Royale Athlétique La Gantoise | 7    | Gentbrugge | Stade Jules Otten      | 1913-1914 (8e)       | 8e          | 10e               |
| 9  | Royal Racing Club de Gand                 | 11   | Gand       | Emmanuel Hielstadion   | 1923-1924 (3e)       | 12e         | 5e                |
| 10 | Royal Standard Club Liège                 | 16   | Sclessin   | Stade de Sclessin      | 1921-1922 (5e)       | 10e         | 8e                |
| 11 | Racing Club de Malines                    | 24   | Malines    | Antwerpsesteenweg      | 1925-1926 1re        | 8e          | Promotion A : 2e  |
| 12 | Union Saint-Gilloise Société Royale       | 10   | Forest     | Stade du Parc Duden    | 1901-1902 (20e)      | 20e         | 3e                |
| 13 | Royal Tilleur Football Club               | 21   | Tilleur    | Stade du Pont d'Ougrée | 1925-1926 1re        | 1re         | Promotion A : 1er |
| 14 | Club Sportif Verviétois                   | 8    | Verviers   | ?                      | 1925-1926 1re        | 15e         | Promotion B : 1er |

### Localisations
| Anvers La Gantoise RC Gand RC Malines Bruxelles FC Brugeois CS Brugeois Standard Tilleur CS Verviers |

#### Localisation des clubs bruxellois
les 3 cercles bruxellois sont :
(5) Daring CB SR
(6) SC Anderlechtois
(7) Union SG SR

#### Localisation des clubs anversois
les 3 cercles anversois sont :
(1) Royal Antwerp Football Club
(2) Beerschot AC
(3) Berchem Sport

## Déroulement de la saison

### Longue domination du Cercle de Bruges
Le début de saison est dominé par le Cercle de Bruges, qui entame la compétition par une série de neuf matchs sans défaite (sept victoires et deux partages). Après leur première défaite survenue le 6 décembre 1925 à Anderlecht, les brugeois enchaînent une nouvelle série de cinq victoires consécutives, jusqu'au 7 février 1926. Seules trois équipes parviennent à suivre le rythme imposé par le Cercle, le Beerschot, le Daring et Berchem Sport, le Standard Club de Liège suivant avec deux rencontres de retard supplémentaires par rapport aux quatre premiers.

### Effondrement du Cercle, le Beerschot prend le pouvoir
Au soir de la 19e journée, la 17e effectivement disputée, le Cercle de Bruges subit donc sa deuxième défaite de la saison, ce dont profite le Beerschot pour prendre la tête. Les brugeois sombrent complètement par la suite et ne remporteront plus que deux de leurs neuf derniers matches, échouant finalement à la cinquième place. Le Beerschot conserve la tête du championnat jusqu'au terme de la compétition, malgré quelques contre-performances dont ses poursuivants ne peuvent tirer profit.
Le Beerschot, désormais « Royal », s'en va décrocher le quatrième titre de son Histoire, le troisième consécutif. Il est seulement le troisième club à réussir pareil exploit, après les triplés du Racing CB et de l'Union Saint-Gilloise (devenus des quadruplés par la suite). Le club anversois devance de sept points le Standard Club de Liège, surprenant deuxième, qui obtient cette saison son meilleur résultat depuis son accession à l'élite nationale. Le podium est complété par le Daring, un point derrière les liégeois.

### Anderlecht s'écroule en fin de saison
Dans le bas du classement, il n'y a guère plus de suspense. Tilleur et le CS Verviétois, deux des trois montants, s'avèrent plus faibles et sont rapidement distancés. La lutte pour le troisième siège basculant concerne d'abord le Racing de Malines et l'Union, peu habituée à se retrouver si bas dans le classement. Les Unionistes parviennent à remonter au classement et s'écartent de la zone dangereuse, dont s'approchent les deux clubs gantois, le Racing et La Gantoise. Au début de l'année 1926, le Racing malinois laisse la place de descendant au Racing gantois.
On pense le club condamné à la relégation mais les mauvais résultats des équipes devant lui et la chute vertigineuse du SC Anderlechtois lui permettent de garder espoir. Après 18 journées,le club bruxellois pointe à la sixième place avec 19 points, soit six de plus que les gantois, qui comptent un match de retard. Mais les « Mauves » vivent ensuite une période calamiteuse et perdent leurs huit dernières rencontres, dont leurs deux confrontations face au Racing, 5-1 à Gand et 1-4 à Bruxelles. Ce dernier match a lieu lors de la dernière journée de la compétition. À cet instant, les positions se sont déjà inversées, c'est Anderlecht qui compte deux points de moins que son adversaire et un match de retard. Le club bruxellois est donc condamné à gagner pour espérer se maintenir mais les gantois ne laissent aucune chance aux bruxellois et assurent leur maintien grâce à cette large victoire. Après deux saisons en Division d'Honneur, Anderlecht retourne en Promotion.

## Résultats

### Résultats des rencontres
Avec quatorze clubs engagés, 182 matches sont au programme de la saison.
| Résultats (▼dom., ►ext.)                                   | AND | ANT | BEE | BER | CSB | FCB | DAR | LAG | RCG | RCM | STA | USG | TIL  | VER |
| SC Anderlechtois                                           |     | 0-2 | 0-7 | 0-0 | 2-1 | 2-1 | 0-3 | 0-2 | 1-4 | 2-4 | 3-2 | 0-2 | 3-0  | 3-2 |
| R. Antwerp FC                                              | 1-1 |     | 2-0 | 0-0 | 2-1 | 4-2 | 1-0 | 2-2 | 2-1 | 0-2 | 1-1 | 0-3 | 8-0  | 4-0 |
| R. Beerschot AC                                            | 1-1 | 2-1 |     | 2-0 | 2-0 | 5-1 | 2-4 | 4-0 | 3-1 | 4-0 | 2-2 | 0-0 | 4-0  | 7-1 |
| Berchem Sport                                              | 5-3 | 5-1 | 1-2 |     | 2-2 | 4-0 | 1-1 | 2-2 | 5-3 | 4-1 | 3-3 | 1-3 | 4-2  | 7-0 |
| R. CS Brugeois                                             | 3-2 | 3-0 | 0-1 | 5-1 |     | 1-2 | 1-0 | 2-1 | 6-0 | 1-1 | 1-1 | 4-0 | 2-0  | 9-0 |
| R. FC Brugeois                                             | 4-0 | 1-1 | 1-3 | 1-0 | 1-2 |     | 2-0 | 1-1 | 3-2 | 5-1 | 4-0 | 3-2 | 2-1  | 2-3 |
| Daring CB SR                                               | 2-1 | 0-3 | 0-5 | 1-2 | 1-0 | 3-2 |     | 5-0 | 3-0 | 5-0 | 2-0 | 1-2 | 3-0  | 4-1 |
| ARA La Gantoise                                            | 4-2 | 2-0 | 3-3 | 0-8 | 1-3 | 0-2 | 0-1 |     | 3-3 | 0-1 | 2-1 | 2-1 | 7-0  | 6-1 |
| R. RC de Gand                                              | 5-1 | 1-1 | 2-1 | 2-3 | 1-3 | 4-0 | 2-2 | 2-2 |     | 2-5 | 4-4 | 2-1 | 5-1  | 1-4 |
| RC de Malines                                              | 2-5 | 5-3 | 1-3 | 3-3 | 2-0 | 1-4 | 1-5 | 3-4 | 7-3 |     | 6-0 | 3-2 | 4-2  | 5-2 |
| R. Standard CL                                             | 2-0 | 2-3 | 3-2 | 3-1 | 3-2 | 5-0 | 2-1 | 3-1 | 4-1 | 8-0 |     | 3-1 | 10-2 | 6-0 |
| Union St-Gilloise SR                                       | 0-1 | 3-2 | 1-3 | 3-2 | 1-0 | 1-0 | 4-0 | 3-1 | 2-4 | 3-1 | 3-1 |     | 5-0  | 4-0 |
| R. Tilleur FC                                              | 5-3 | 3-1 | 1-6 | 0-0 | 0-5 | 2-1 | 1-6 | 2-4 | 1-2 | 3-3 | 2-5 | 0-3 |      | 0-2 |
| CS Verviétois                                              | 0-3 | 1-4 | 3-6 | 2-4 | 0-2 | 4-4 | 0-6 | 1-2 | 3-6 | 0-3 | 1-3 | 0-0 | 3-1  |     |
| - Victoire à domicile - Match nul - Victoire à l'extérieur |     |     |     |     |     |     |     |     |     |     |     |     |      |     |

### Évolution du classement journée par journée
Les matches remis perturbent le classement et rendent parfois sa lecture difficile. Dans le tableau ci-dessus, le nombre en exposant à droite de la place d'un club indique le nombre de matches en retard qu'il compte par rapport au nombre théorique de matches qu'il aurait dû jouer.
Par souci de clarté, les matches en retard disputés entre deux journées sont comptabilisés avec ceux de la journée qui suit. Après la 26e journée du championnat, dix-sept rencontres doivent encore être disputées. Elles sont comptabilisées dans la colonne « R » en fin de tableau.
| Club/Journée         | 1  | 2  | 3  | 4  | 5  | 6  | 7  | 8    | 9    | 10   | 11   | 12   | 13   | 14   | 15   | 16   | 17   | 18   | 19   | 20   | 21   | 22   | 23   | 24   | 25   | 26   | R  |
| -------------------- | -- | -- | -- | -- | -- | -- | -- | ---- | ---- | ---- | ---- | ---- | ---- | ---- | ---- | ---- | ---- | ---- | ---- | ---- | ---- | ---- | ---- | ---- | ---- | ---- | -- |
| R. Beerschot AC      | 7  | 6  | 8  | 6  | 5  | 3  | 4  | 4-1  | 4-1  | 3-1  | 3-2  | 3-3  | 2-3  | 2-3  | 2-3  | 2-3  | 2-3  | 2-3  | 1-3  | 1-3  | 1-3  | 1-3  | 1-3  | 1-3  | 1-3  | 1-3  | 1  |
| R. Standard CL       | 13 | 10 | 12 | 5  | 7  | 7  | 7  | 7-1  | 6-1  | 5-1  | 5-2  | 6-3  | 6-3  | 5-3  | 5-4  | 4-4  | 5-4  | 5-4  | 5-4  | 4-4  | 5-4  | 5-4  | 5-4  | 5-4  | 5-3  | 5-3  | 2  |
| Daring CB SR         | 1  | 4  | 3  | 3  | 2  | 2  | 3  | 3-1  | 3-1  | 2-1  | 2-2  | 2-2  | 4-2  | 3-2  | 4-2  | 5-2  | 4-2  | 4-2  | 4-2  | 5-2  | 3-2  | 4-2  | 4-2  | 4-2  | 4-1  | 2-1  | 3  |
| Union St-Gilloise SR | 5  | 9  | 5  | 8  | 9  | 10 | 11 | 11-1 | 12-1 | 11-1 | 11-2 | 8-2  | 10-2 | 7-2  | 9-3  | 9-3  | 10-3 | 9-3  | 8-3  | 7-3  | 6-3  | 6-3  | 7-3  | 6-3  | 6-3  | 7-3  | 4  |
| R. CS Brugeois       | 4  | 2  | 1  | 1  | 1  | 1  | 1  | 1-1  | 1-1  | 1-1  | 1-2  | 1-2  | 1-2  | 1-2  | 1-3  | 1-3  | 1-3  | 1-3  | 2-3  | 2-3  | 2-3  | 2-3  | 2-3  | 2-3  | 2-3  | 4-3  | 5  |
| Berchem Sport        | 3  | 3  | 2  | 4  | 4  | 6  | 2  | 2-1  | 2-1  | 4-1  | 4-2  | 4-3  | 3-3  | 4-3  | 3-3  | 3-3  | 3-3  | 3-3  | 3-3  | 3-3  | 4-3  | 3-3  | 3-3  | 3-3  | 3-3  | 3-3  | 6  |
| R. Antwerp FC        | 9  | 7  | 9  | 10 | 10 | 12 | 9  | 9-1  | 9-1  | 9-1  | 9-2  | 11-3 | 8-3  | 9-3  | 8-3  | 7-3  | 8-3  | 8-3  | 7-3  | 8-3  | 8-3  | 7-3  | 6-3  | 7-3  | 7-3  | 6-3  | 7  |
| RC de Malines        | 11 | 13 | 11 | 13 | 14 | 11 | 12 | 12-1 | 11-1 | 12-1 | 12-2 | 12-3 | 12-3 | 12-3 | 12-3 | 11-3 | 11-3 | 12-3 | 12-3 | 10-3 | 10-3 | 10-3 | 10-3 | 10-3 | 10-3 | 10-3 | 8  |
| ARA La Gantoise      | 14 | 12 | 14 | 14 | 11 | 9  | 10 | 10-1 | 8-1  | 10-1 | 10-2 | 7-2  | 9-2  | 10-2 | 10-2 | 10-2 | 9-2  | 11-2 | 11-2 | 11-2 | 11-2 | 11-2 | 11-2 | 11-2 | 8-1  | 8-1  | 9  |
| R. FC Brugeois       | 2  | 1  | 4  | 2  | 3  | 4  | 5  | 5-1  | 5-1  | 7-1  | 7-2  | 9-3  | 7-3  | 8-3  | 7-3  | 6-3  | 7-3  | 7-3  | 9-3  | 9-2  | 9-2  | 9-2  | 8-2  | 8-2  | 9-1  | 9-1  | 10 |
| R. RC de Gand        | 10 | 5  | 7  | 7  | 8  | 8  | 8  | 8-1  | 10-1 | 8-1  | 8-2  | 10-3 | 11-3 | 11-3 | 11-3 | 12-3 | 12-3 | 10-3 | 10-3 | 12-3 | 12-3 | 12-3 | 12-3 | 12-3 | 12-3 | 11-3 | 11 |
| SC Anderlechtois     | 8  | 11 | 6  | 9  | 6  | 5  | 6  | 6-1  | 7-1  | 6-1  | 6-2  | 5-2  | 5-2  | 6-2  | 6-2  | 8-2  | 6-2  | 6-2  | 6-2  | 6-2  | 7-2  | 8-2  | 9-2  | 9-2  | 11-2 | 12-2 | 12 |
| CS Verviétois        | 6  | 8  | 13 | 12 | 12 | 13 | 14 | 14-1 | 14-1 | 14-1 | 14-2 | 14-3 | 14-3 | 14-4 | 13-4 | 13-4 | 13-4 | 13-4 | 13-4 | 13-3 | 13-3 | 13-3 | 13-3 | 13-3 | 13-2 | 14-2 | 13 |
| R. Tilleur FC        | 12 | 14 | 10 | 11 | 13 | 14 | 13 | 13-1 | 13-1 | 13-1 | 13-2 | 13-2 | 13-2 | 13-3 | 14-4 | 14-4 | 14-4 | 14-4 | 14-4 | 14-4 | 14-4 | 14-4 | 14-4 | 14-4 | 14-3 | 13-3 | 14 |

### Classement final
| Rang | Équipe                   | Pts | J  | G  | N | P  | Bp | Bc  | Diff |
| ---- | ------------------------ | --- | -- | -- | - | -- | -- | --- | ---- |
| 1    | R. BEERSCHOT AC T        | 40  | 26 | 18 | 4 | 4  | 80 | 29  | +51  |
| 2    | R. Standard CL           | 33  | 26 | 14 | 5 | 7  | 77 | 48  | +29  |
| 3    | Daring CB SR             | 32  | 26 | 15 | 2 | 9  | 59 | 33  | +26  |
| 4    | Union Royale St-Gilloise | 32  | 26 | 15 | 2 | 9  | 53 | 34  | +19  |
| 5    | R. CS Brugeois           | 31  | 26 | 14 | 3 | 9  | 59 | 27  | +32  |
| 6    | Berchem Sport            | 30  | 26 | 11 | 8 | 7  | 68 | 45  | +23  |
| 7    | R. Antwerp FC            | 28  | 26 | 11 | 6 | 9  | 49 | 41  | +8   |
| 8    | RC de Malines            | 27  | 26 | 12 | 3 | 11 | 65 | 73  | -8   |
| 9    | ARA La Gantoise          | 26  | 26 | 10 | 6 | 10 | 52 | 56  | -4   |
| 10   | R. FC Brugeois           | 25  | 26 | 11 | 3 | 12 | 49 | 52  | -3   |
| 11   | R. RC de Gand            | 23  | 26 | 9  | 5 | 12 | 63 | 71  | -8   |
| 12   | SC Anderlechtois         | 19  | 26 | 8  | 3 | 15 | 39 | 64  | -25  |
| 13   | CS Verviétois            | 10  | 26 | 4  | 2 | 20 | 34 | 102 | -68  |
| 14   | R. Tilleur FC            | 8   | 26 | 3  | 2 | 21 | 29 | 101 | -72  |

Légende
- Champion de Belgique 1926
- Club relégué pour la saison suivante

Abréviations
T : Tenant du titre 1925

 : nouveau venu depuis la saison précédente

### Meilleur buteur
Laurent Grimmonprez (RC de Gand) avec 28 buts. Il est le douzième joueur belge différent à être sacré meilleur buteur de la  plus haute division belge.

#### Classement des buteurs
Le tableau ci-dessous reprend les 22 meilleurs buteurs du championnat, soit les joueurs ayant inscrit dix buts ou plus durant la saison.
| #   | Pays | Joueur                | Club                    | Buts | Matches joués |
| --- | ---- | --------------------- | ----------------------- | ---- | ------------- |
| 1.  |      | Laurent Grimmonprez   | RC de Gand              | 28   | 25            |
| 2.  |      | Raymond Braine        | Beerschot AC            | 25   | 26            |
| 3.  |      | Ivan Thys             | Beerschot AC            | 23   | 24            |
| 4.  |      | Frans Vanden Ouden    | Berchem Sport           | 21   | 26            |
| 5.  |      | Joseph Taeymans       | Berchem Sport           | 20   | 19            |
| =.  |      | Arthur Volckaert      | R. FC Brugeois          | 20   | 18            |
| 7.  |      | Lucien Fabry          | R. Standard CL          | 19   | 20            |
| =.  |      | Jan Diddens           | RC de Malines           | 19   | 26            |
| 9.  |      | Guillaume Mossoux     | RC de Malines           | 18   | 22            |
| 10. |      | Ferdinand Adams       | SC Anderlechtois        | 17   | 23            |
| 11. |      | Léon Vandevoorde      | R. FC Brugeois          | 14   | 26            |
| =.  |      | Léon De Coninck       | ARA La Gantoise         | 14   | 26            |
| 13. |      | Jean Dupont           | R. Standard CL          | 13   | 9             |
| =.  |      | Georges De Spae       | ARA La Gantoise         | 13   | 18            |
| =.  |      | Maurice Gillis        | R. Standard CL          | 13   | 19            |
| 16. |      | Pierre Mertens        | Beerschot AC            | 12   | 23            |
| =.  |      | Gérard Devos          | R. CS Brugeois          | 13   | 26            |
| 18. |      | Paul Dehaar           | R. Standard CL          | 11   | 13            |
| =.  |      | Michel Vanderbauwhede | RC de Gand              | 11   | 26            |
| =.  |      | Prosper De Bruycker   | RC de Gand              | 11   | 26            |
| 21. |      | Achille Meyskens      | Union Saint-Gilloise SR | 10   | 7             |
| =.  |      | Léopold Dries         | Berchem Sport           | 10   | 26            |

## Récapitulatif de la saison
- Champion : Beerschot AC (4e titre)
- Quatrième équipe à remporter quatre titres de champion de Belgique
- Troisième équipe à remporter trois titres consécutifs
- Quatrième titre pour la province d'Anvers

| Région flamande (8)             | Région flamande (8) | Province de Brabant (3)      | Province de Brabant (3) | Région wallonne (3)    | Région wallonne (3) |
| ------------------------------- | ------------------- | ---------------------------- | ----------------------- | ---------------------- | ------------------- |
| Province d'Anvers               | 4                   | Région de Bruxelles-Capitale | 3                       | Province de Hainaut    | 0                   |
| Province de Flandre-Occidentale | 2                   | Province du Brabant flamand  | 0                       | Province de Liège      | 3                   |
| Province de Flandre-Orientale   | 2                   | Province du Brabant wallon   | 0                       | Province de Luxembourg | 0                   |
| Province de Limbourg            | 0                   |                              |                         | Province de Namur      | 0                   |

1. ↑  Au niveau footballistique, la province de Brabant est toujours unitaire malgré sa partition territoriale en 1995.

### Admission et relégation
Le SC Anderlechtois et deux des trois promus, le CS Verviétois et le Tilleur FC sont relégués en Division 1, le nouveau nom du deuxième niveau national. En effet, à partir de la saison prochaine, la fédération crée un troisième niveau national, qui hérite du nom de Promotion. Parmi les clubs relégués, Tilleur et Anderlecht reviendront rapidement en Division d'Honneur, tandis que Verviers devra patienter trente ans avant de regoûter à l'élite nationale.
Ils sont remplacés la saison prochaine par le FC Malinois, le Racing CB et le CS La Forestoise.

### Débuts en Division d'Honneur
Un club fait ses débuts dans la plus haute division belge. Il est le 30e club différent à y apparaître.
- Le R. Tilleur FC est le 4e club de la province de Liège à évoluer dans la plus haute division belge.

### Changement de nom
- Reconnu « Société Royale », le CS Verviétois adapte son appellation et devient le Royal Club Sportif Verviétois en vue de la saison suivante.

### Bilan de la saison
| Championnat de Belgique de football 1925-1926 |                         |
| Champion                                      | Beerschot AC (4e titre) |
| Dauphin                                       | R. Standard CL          |
| Promotions et relégations                     |                         |
| Promus en Division d'Honneur                  | R. Racing CB            |
| Promus en Division d'Honneur                  | FC Malinois             |
| Promus en Division d'Honneur                  | CS La Forestoise        |
| Relégués en Promotion                         | Tilleur FC              |
| Relégués en Promotion                         | CS Verviétois           |
| Relégués en Promotion                         | SC Anderlechtois        |